# Jataí-amarela
A jataí-amarela (Tetragonisca angustula) é uma abelha social da subfamília dos meliponíneos, de ampla distribuição no Brasil. Apresenta cabeça e tórax pretos, abdômen escuro e pernas pardacentas. Mede até quatro milímetros de comprimento. Constrói ninhos de cera em espaços ocos na natureza. A entrada do ninho tem o formato de um dedo de luva e é, geralmente, ramificada (motivo pelo qual a espécie também é chamada "sete-portas" e "três-portas"). Ela é fechada quando algum perigo se aproxima, como uma abelha iratim ou uma formiga. Tem o hábito de morder a roupa das pessoas e de se enroscar nos cabelos se for provocada, mas não tem ferrão, sendo considerada uma abelha dócil e de fácil manejo pelos meliponicultores. Produz mel claro, de aroma suave e muito valorizado; porém escasso.

## Outros nomes e etimologia
Esta espécie de abelha também é chamada de jataí-amarela, abelha-ouro, jataí, abelha-mirim, mosquitinha-verdadeira, sete-portas, três-portas, abelha de botas e minguinho. "Jataí" e "jati" procedem do tupi antigo îate'i.

## Nomes vernáculos
- Umutina[2]: julô
- Sabanê[3]: iwimata

## Taxonomia e filogenia

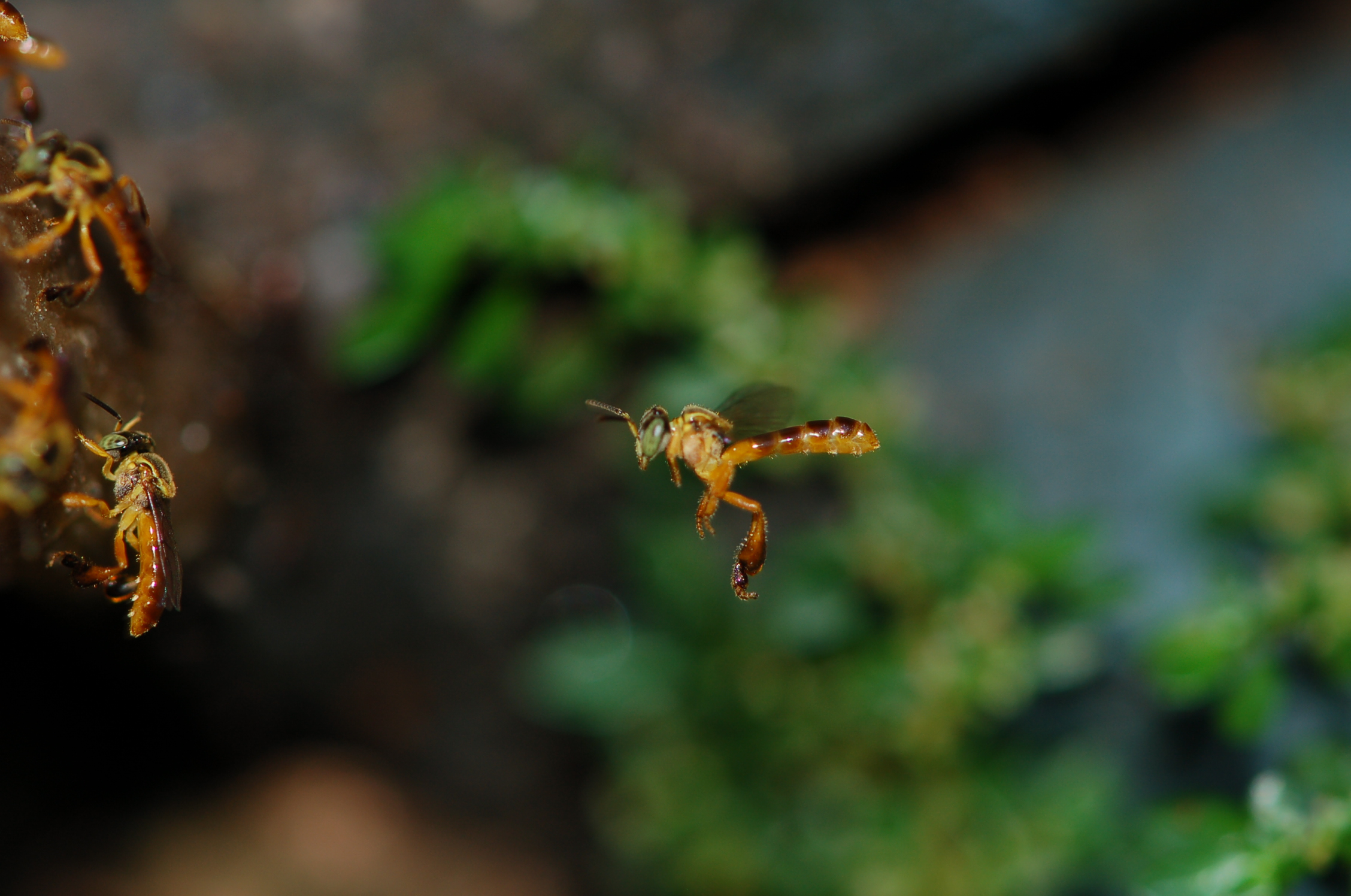
Abelha T. angustula em voo na entrada de cera de sua colmeia

A T. angustula é um membro da ordem Hymenoptera, que é uma das quatro maiores ordens de insetos. É da família Apidae, que é composta de abelhas, e da subfamília Meliponíneo, que são abelhas com cestas de pólen. Junto com outras espécies na tribo Meliponini, a T. angustula é uma abelha eussocial sem ferrão. Existem cerca de 500 espécies conhecidas nesta tribo, a maioria das quais estão localizadas nos neotrópicos.
A T. angustula tem duas subespécies descritas, T. angustula fiebrigi e T. angustula angustula, que têm coloração diferente em seu mesepisterno e ocupam regiões ligeiramente diferentes.

## Descrição e identificação
A T. angustula é uma abelha excepcionalmente pequena, com cerca de 4–5 mm. Assim como todas as outras abelhas da tribo Meliponini, não possui ferrão e tem uma reduzida venação na asa e cerdas nas pernas. A subespécie T. angustula fiebrigi tem o mesepisterno amarelo-claro,  enquanto que, na T. angustula angustula, este é preto. As abelhas guardas, que compõem cerca de 1-6% de cada colmeia, pesam mais do que as abelhas forrageiras em cerca de 30% e têm cabeças comparativamente menores que as operárias, bem como pernas traseiras mais longas. Dentro da tribo de abelhas-sem-ferrão, a T. angustula tem um pronunciado dimorfismo de tamanho entre a rainha e castas operárias.

## Distribuição e hábitat

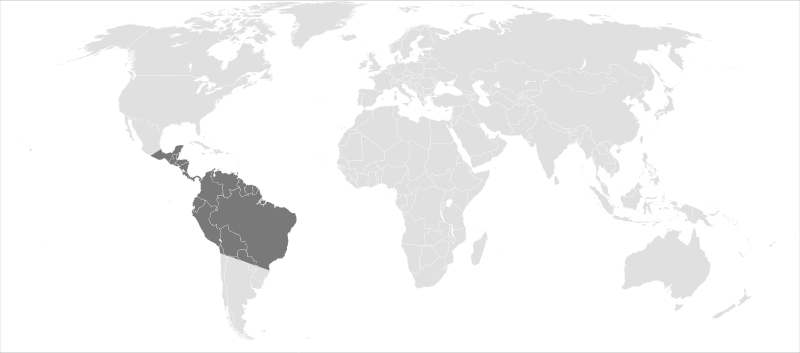
Este é um mapa da distribuição de T. angustula, que cobre grande parte da América do Sul, juntamente com a América Central e partes do México

A T. angustula tem uma grande distribuição de hábitat na América Central e do Sul. A espécie é encontrada tanto no norte, como no México, e no sul, até a Argentina. Foi rotulada como "uma das espécies de abelhas mais difundidas nos neotrópicos". A subespécie T. angustula fiebrigi é encontrada mais no hemisfério sul, ocupando partes do Brasil, Argentina, Paraguai e de outros países do sul. A subespécie T. angustula angustula tem uma presença maior no Brasil e é encontrada mais no hemisfério norte, ocupando Panamá, Venezuela, Costa Rica, Nicarágua, entre outros.
A distribuição da T. angustula sobrepõe-se a muitas outras espécies de abelhas-sem-ferrão, com uma correlação especialmente grande com a distribuição da Paratrigona subnuda através da Mesoamérica. Na Mata Atlântica, o desmatamento para plantações de cana-de-açúcar é extensivo e contribui para a raridade da T. angustula nessa área, assim como da abelha-sem-ferrão Melipona scutellaris.
Ninhos para T. angustula são encontrados em muitas configurações diferentes. Seus ninhos são os ninhos de abelhas predominantes na recuperação de hábitats florestais, mas também estão presentes em florestas estruturadas, em florestas esgotadas e em ambientes urbanos. Como outras abelhas-sem-ferrão, a T. angustula encontra cavidades preexistentes, como furos em troncos de árvores, cavidades em paredes ou mesmo ninhos de formigas ou cupins abandonados, para seus novos locais de nidificação.

## Ciclo da colônia
A colônia de T. angustula só se reproduz uma vez por ano, ao contrário de muitas abelhas, que podem se reproduzir três ou quatro vezes em um ano. O maior ciclo de colônia ocorre durante o verão na América do Sul, com a maioria das novas incubações ocorrendo entre dezembro e março. Esta época do ano coincide com as melhores condições de forrageamento, que asseguram que alimentos suficientes podem ser fornecidos para as larvas. Cada colônia tem uma rainha reprodutora para acasalar e pôr ovos.

### Enxameação
As colônias são fundadas por enxameamento. Uma jovem rainha e uma pequena fração de trabalhadoras deixam o ninho da mãe para um novo local de ninho. Antes de enxamear, as abelhas exploradoras exploram cavidades adequadas na área que rodeia o ninho da mãe. A exploração geralmente dura entre dois dias e duas semanas. Os novos locais de ninho estão a poucas centenas de metros do ninho da mãe para permitir o contato contínuo com o mesmo. Esse contato pode durar de uma semana até seis meses para T. angustula, sendo mais longo do que para muitas outras espécies de abelhas. Os recursos são transferidos do ninho da mãe para o novo ninho, incluindo pólen, mel e cera, mas o novo ninho continua a ter pequenos estoques em comparação com o primeiro. A cera, que vem do ninho da mãe, é usada para selar rachaduras e furos no novo local.
Uma colônia em enxameação pode ter até 10 mil abelhas, mas menos de 10% se deslocam para o novo ninho. Algumas trabalhadoras ajudam a instalação da colmeia no novo local e depois retornam ao ninho da mãe dentro de alguns dias. A colônia da mãe não pode produzir outro enxame enquanto o novo ninho é dependente dela. Então, assim que o novo ninho estiver pronto, a conexão é cortada.

### Construção do ninho
Uma vez que um local de ninho é encontrado, a cavidade existente deve ser limpa. Depois que o recipiente preexistente está pronto para ser habitado, os trabalhadores constroem vários favos de cria horizontais no centro do ninho. Esta câmara de cria é cercada por camadas de cera, chamadas de invólucro, o que ajuda a manter um clima constante na câmara de incubação.
Abelhas-sem-ferrão adicionam um tubo de entrada distinto aos seus ninhos. Este tubo também é feito de cera e é pensado para auxiliar na proteção contra predadores. O tubo é, em média, de 2 cm de comprimento e 0,6 cm de diâmetro e geralmente é fechado durante a noite. As abelhas soldado são vistas guardando esta entrada a todas as horas.

## Comportamento

### Acasalamento
Depois que o ninho é limpo e construído, a rainha virgem deixa o ninho para encontrar um companheiro. Antes de partir, a rainha executa um "voo de orientação" para ajudá-la a encontrar a colmeia após o acasalamento. Este voo é uma série de círculos no ar com a cabeça da rainha de frente para a entrada do ninho. A rainha virgem parte para seu voo nupcial com idade em torno de 7 a 15 dias. Em alguns casos, as rainhas saem em um segundo voo nupcial, acasalando com outro macho.
Acredita-se que os machos se juntem de muitas colônias diferentes para formar agregações reprodutivas compostas por centenas de machos, o que proporcionaria à rainha a oportunidade de comparar múltiplos companheiros e encontrar o melhor candidato. Agregações maiores também podem ser mais bem-sucedidas em atrair rapidamente uma rainha devido ao aumento da quantidade de feromônio masculino presente, tornando o voo nupcial mais curto. As rainhas tendem a retornar ao ninho de 2 a 7 dias após sairem para acasalamento, para então iniciar a ovoposição.

### Divisão do trabalho
Como muitas outras espécies de abelhas-sem-ferrão, as trabalhadoras da T. angustula participam de diferentes atividades com base na idade. O tempo médio de vida das abelhas operárias é de cerca de 21 dias, mas muitas vivem até cerca de 60 dias. As primeiras tarefas que as abelhas operárias desempenham incluem cortejar a rainha (ficando à sua volta na colmeia) e ajudar na oviposição (ver seção sobre cuidados com as crias). As abelhas jovens (entre 1 até cerca de 15 dias de idade) também ajudam a colocar cera nos favos de ninho e a limpá-lo. O comportamento de forrageamento começa cerca de 16 dias após o surgimento de uma abelha operária e continua para o resto de sua vida. O comportamento de higienização e a manipulação de resina são mais comuns em abelhas "antigas", com cerca de 20 a 55 dias de idade.
As abelhas operárias realizam muitas atividades ao longo de suas vidas, e, apesar da idade dividir as operárias trabalhadoras entre diferentes tarefas, há uma grande sobreposição de atividades entre elas. As abelhas operárias não protegem a colmeia, uma vez que este trabalho é deixado para abelhas soldado, que são maiores.

### Cuidados com as crias
O comportamento de cuidados das crias, juntamente com a oviposição, é conhecido como processo de aprovisionamento. Antes da ocorrência da oviposição, os trabalhadores enchem as células da colmeia de alimentos. Uma vez que o ovo é colocado na célula, ele fica coberto e não tende a mudar. Assim, quaisquer diferenças entre as abelhas durante seu desenvolvimento inicial devem vir de diferenças no ambiente dentro de suas células. O tamanho das células e a quantidade de alimento em cada uma são os principais fatores determinantes do tamanho e do papel da abelha que se desenvolve dentro delas. Portanto, as operárias da T. angustula cumprem seu maior papel antes de um ovo ser colocado em uma célula.
Operárias, machos, soldados e rainhas são todos morfologicamente distintos na T. angustula, e essas diferenças resultam dos variados ambientes de desenvolvimento encontrados na célula.

#### Operárias
A porcentagem média de trabalhadoras em um ninho da T. angustula é de cerca de 83,6%. Embora os índices possam mudar ligeiramente entre cada ninho, as operárias compõem a maior parte de cada ninhada. O tamanho das células e o consumo de alimentos geralmente são vistos como base para comparações, já que a maioria das células em um ninho é para operárias.

#### Soldados
Das operárias produzidas, cerca de 1-6% são de tamanho de soldado. Os soldados ocupam as células no centro do favo e as abelhas operárias enchem essas células com comida extra em relação aos trabalhadores normais. Este é um exemplo em que a disponibilidade nutricional durante o desenvolvimento afeta o desenvolvimento de larvas.

#### Machos
Uma troca é vista entre a produção de operárias e machos dentro de uma ninhada. Os machos são produzidos em níveis mais altos quando a disponibilidade de alimentos aumenta, porque eles recebem mais alimentos em suas células, o que significa que os machos são geralmente produzidos no final do verão (de fevereiro a abril), quando os alimentos são abundantes. Cerca de 16,3% de uma ninhada é constituída por machos, mas isso muda dependendo da estação.
Os machos não ajudam nas atividades da colmeia após terem amadurecido, deixando a colmeia para se reproduzir e nunca retornando. O investimento em seu crescimento visa a possibilidade de os machos passarem seus genes (e, portanto, os genes da rainha e das trabalhadoras) durante a reprodução com rainhas virgens de outras colmeias.

#### Rainhas
As rainhas são raras entre uma ninhada, uma vez que apenas uma rainha acasalada é necessária para cada colmeia. Estima-se que 0,2% de uma ninhada seja composta de rainhas e esta taxa não varie com as estações. As rainhas são criadas nas maiores células, conhecidas como células reais, que são construídas na borda de um favo.

### Comunicação
As abelhas T. angustula não possuem uma forma de comunicação facilmente observável. Apesar de precisarem cooperar na colmeia para executar várias tarefas como um grupo, muitas tarefas são realizadas individualmente. Sugestões olfativas foram testadas para verificar a forma de reconhecimento do ninho e da localização de forrageamento, mas nenhuma ligação forte foi identificada. As sugestões químicas desempenham um papel nas atividades de forrageamento, com abelhas que optam por polinizar plantas que foram previamente visitadas por outras forrageiras; no entanto, esta é uma forma indireta de comunicação.

### Forrageamento
As abelhas forrageiras coletam principalmente néctar, pólen e resina de plantas. Os níveis de atividade de forrageamento são semelhantes para forrageiras de pólen, néctar e resina: os maiores níveis de atividade foram encontrados ao redor do meio-dia. Estima-se que as distâncias de forrageamento sejam abaixo de 600m, o que é relativamente curto comparado com espécies de abelhas maiores.
Em muitas espécies de abelhas sem ferrão, as forrageiras recrutam companheiras de ninho para aumentar a coleta de pólen ou néctar. Na T. angustula, contudo, este recrutamente é fraco. Em vez disso, as forrageiras usam pistas químicas para localizar uma boa fonte de alimento, bem como estímulos visuais recordados de viagens de forrageamento anteriores.
Estudos demonstraram que as abelhas forrageiras respondem a injeções de odor quando colocadas em contato direto com os mesmos durante as pesquisas, mas não o memorizam se ele estiver simplesmente presente na colmeia. Isso mostra que as forrageiras da T. angustula aprendem de suas próprias experiências pessoais, mas não coletam informações de suas parceiras forrageiras. Esta dependência da experiência pessoal para encontrar alimentos juntamente com a falta de atividades observáveis de forrageio em grupo classificam a T. angustula como forrageiras solitárias.

## Interação com outras espécies

### Dieta
As abelhas T. angustula  visitam um grande número de plantas para encontrar comida. As abelhas sem ferrão em geral são muito importantes na polinização de 30 a 80% das plantas em seus biomas, e a T. angustula é uma das abelhas sem ferrão mais difundidas na América do Sul.
Em um estudo no Brasil, as abelhas T. angustula foram vistas em 61 plantas diferentes, 45 delas sendo visitadas quase exclusivamente por esta espécie de abelha. Acredita que a fonte de alimento mais importante para a T. angustula seja a árvore aroeira-vermelha (Schinus terebinthifolius), da família das Anacardiaceae. As plantas das famílias Asteraceae e Meliaceae também foram visitadas em grande número. Os tipos de pólen de diferentes plantas variam em tamanho e textura de superfície, o que faz o mel da T. angustula ser distinto em relação ao mel com diferentes grãos de pólen.

### Defesa do ninho
A entrada do tubo de cera de ninho da T. angustula oferece uma grande vantagem na proteção contra invasores. Entre dois e 45 soldados ficam estacionados nesta entrada a todo momento. Existem dois tipos de soldados da T. angustula. Um tipo ficará no tubo e detectará abelhas da mesma espécie que não pertencem à colmeia; o segundo tipo passará perto da entrada do tubo e defenderá a colmeia contra intrusos voadores de outras espécies.

## Seleção de parentesco

### Reconhecimento dos membros do ninho
As abelhas T. angustula soldado são exímias em diferenciar abelhas de sua colmeia de indivíduos estrangeiros. Um estudo de 2011 descobriu que a T. angustula é a abelha mais habilidosa no reconhecimento de membros do ninho em relação a todas as outras espécies estudadas. Elas não cometeram erros ao reconhecer os indivíduos que pertenciam ao ninho e nunca se afastaram dele. Elas foram enganadas por cerca de 8% de abelhas que não eram do mesmo ninho e que tentaram entrar na colmeia, um nível bastante baixo em comparação com outras abelhas.
Os soldados da T. angustula também são muito melhores do que a média das abelhas operárias ao reconhecer seus companheiros de colônia na entrada da colmeia. Quando são colocados experimentalmente em outros contextos, longe da entrada da colmeia, os erros de reconhecimento aumentam bastante. Isso demonstra a importância do reconhecimento individual em momentos específicos, mas também mostra que a T. angustula geralmente não distingue entre seus companheiros de colmeia e outros membros de sua espécie. Atualmente, são realizados estudos para entender como os soldados diferenciam as abelhas. Verificou-se que o cheiro de resina parece não ter efeito sobre esse reconhecimento.

### Conflito entre operárias e rainhas
Enquanto a rainha da T. angustula em uma colmeia coloca a maioria dos ovos em uma ninhada, algumas abelhas operárias também têm a capacidade de desenvolver e colocar ovos. Ao contrário dos ovos reprodutivos, esses ovos de operárias não têm um retículo e, portanto, se desenvolvem como machos. O conflito da rainha com operárias surge com a concorrência para colocar ovos no número fixo de células do ninho. Quando a rainha produz mais ovos, haverá mais operárias para construir mais células, e as operárias serão capazes de colocar um ovo nas células abertas. No entanto, a rainha coloca os ovos de forma irregular ao longo do ano, de modo que o número de células flutua.
A rainha tenta colocar ovos em tantas células quanto possível, diminuindo a oportunidade para as operárias colocarem seus ovos. Elas trabalham rápido durante a ovoposição e, em alguns casos, comem os ovos das operárias para abrir mais espaço para os seus. A rainha é dominante neste conflito e acaba controlando a disponibilidade de células de ovoposição.

## Importância humana
As abelhas T. angustula são muito hábeis em viver em ambientes urbanos. Elas podem construir seu ninho em uma variedade de lugares, incluindo furos em paredes de alvenaria. Na maioria das vezes, os humanos não estão conscientes da presença da T. angustula nidificada e, portanto, deixam-nas ilesas. Um estudo mostrou que as abelhas se refugiam no ninho quando os humanos se aproximam, tornando-as ainda menos visíveis e diminuindo o contato direto entre humanos e abelhas.
Muitos apicultores criam a T. angustula por sua falta de ferrão e discrição. Os ninhos são amplamente comercializados na América Latina, fazendo com que a T. angustula  seja a espécie mais criada de abelhas sem ferrão.

### Mel
O mel produzido pela T. angustula é conhecido em algumas regiões como "mel de anjo". Ele contém propriedades medicinais e tem sido estudado em relação à prevenção de infecções específicas. Em lugares como Venezuela, Colômbia e Equador, o preço do mel da T. angustula pode ser até dez vezes maior do que o preço do mel produzido por abelhas comuns.

#### Composição
Como a maioria dos méis, o mel da T. angustula é composto de açúcares simples, água e cinzas. A relação específica destes três componentes torna cada mel único; no entanto, ela pode ser afetada pela estação, clima e outros fatores relacionados à disponibilidade da flora. O mel da T. angustula contém mais umidade que o mel típico de outras abelhas e também é mais ácido, dando-lhe um sabor complexo.

#### Atividade antibacteriana
O mel e o própolis (uma substância resinosa como cola que as abelhas usam como selante) coletados pela T. angustula têm alguns benefícios para a saúde dos seres humanos. Eles contêm vários produtos químicos que mostram atividade antibacteriana em relação ao Staphylococcus aureus, uma bactéria causadora de infecção. O mel e o própolis reunidos em diferentes áreas geográficas têm composições químicas diferentes, e todos eles exibem algum tipo de atividade antibacteriana. Outra abelha, a abelha européia (Apis mellifera), produz mel e própolis com qualidades muito semelhantes.

### Preocupações ambientais
As florestas estão sendo destruídas em todo o mundo, incluindo a Mata Atlântica no Brasil. A Mata Atlântica tem níveis muito elevados de biodiversidade, mas a fragmentação humana da floresta está levando a uma enorme perda de ecossistema. Devido à interconectividade do meio ambiente, a perda de uma planta ou inseto pode causar a extinção de muitos outros. Como visto acima, as abelhas T. angustula  são bastante importantes para polinizar muitas plantas e produzir mel de boa qualidade. Algumas ações foram tomadas para entender a dieta dessas abelhas e seus locais de nidificação a fim de evitar que desapareçam nestas áreas. A conservação da floresta é uma prioridade de muitos cientistas e preservacionistas, e a sobrevivência de abelhas sem ferrão desempenha um papel importante na manutenção dessas florestas.